# Olmeta-di-Tuda
Olmeta-di-Tuda (kors. Olmeta di Tuda) – miejscowość i gmina we Francji, w regionie Korsyka, w departamencie Górna Korsyka.
Według danych na rok 1990 gminę zamieszkiwało 247 osób, a gęstość zaludnienia wynosiła 14 osób/km².